# Professor Joop van Stigtpark
Professor Joop van Stigtpark is de officieuze benaming van een parkachtige omgeving in Amsterdam-Zuidoost.
Het park kreeg haar naam in 2013, toen buurtbewoners een initiatief ontwikkelden voor naamgeving van een groenstrook met watergang tussen de flatreeksen Gouden Leeuw en Groenhoven. Deze verzameling flats werd rond 1974 gebouwd naar ontwerp van architect Joop van Stigt. Deze overleed in 2011, voor officiële naamgeving was het te vroeg, daarvoor moet de naamgever minstens vijf jaar dood zijn. Toch staat er een officieel “straatnaambord” van Stadsdeel Amsterdam-Zuidoost. Het park begint in het zuiden aan de Bijlmerdreef en eindigt in het noorden op een sierwater ten noorden van genoemde flats, bij het noordelijkste deel van de Bijlmerweide. De westgrens zou gevormd worden door de kilometerlange Bijlmerdreefmetrobrug; de oostgrens is vooralsnog onbepaald. Het park wordt op de verticale as (noord-zuid) doorsneden door het Gaasperparkpad en op de horizontale as (oost-west) door het Ganzenhoefpad.
Het “straatnaambord” werd op 13 december 2013 onthuld door een van de stadsdeelraadsleden in aanwezigheid van zoon André van Stigt.
In het park staat/ligt het Monument voor de stad Amsterdam van Pieter Engels

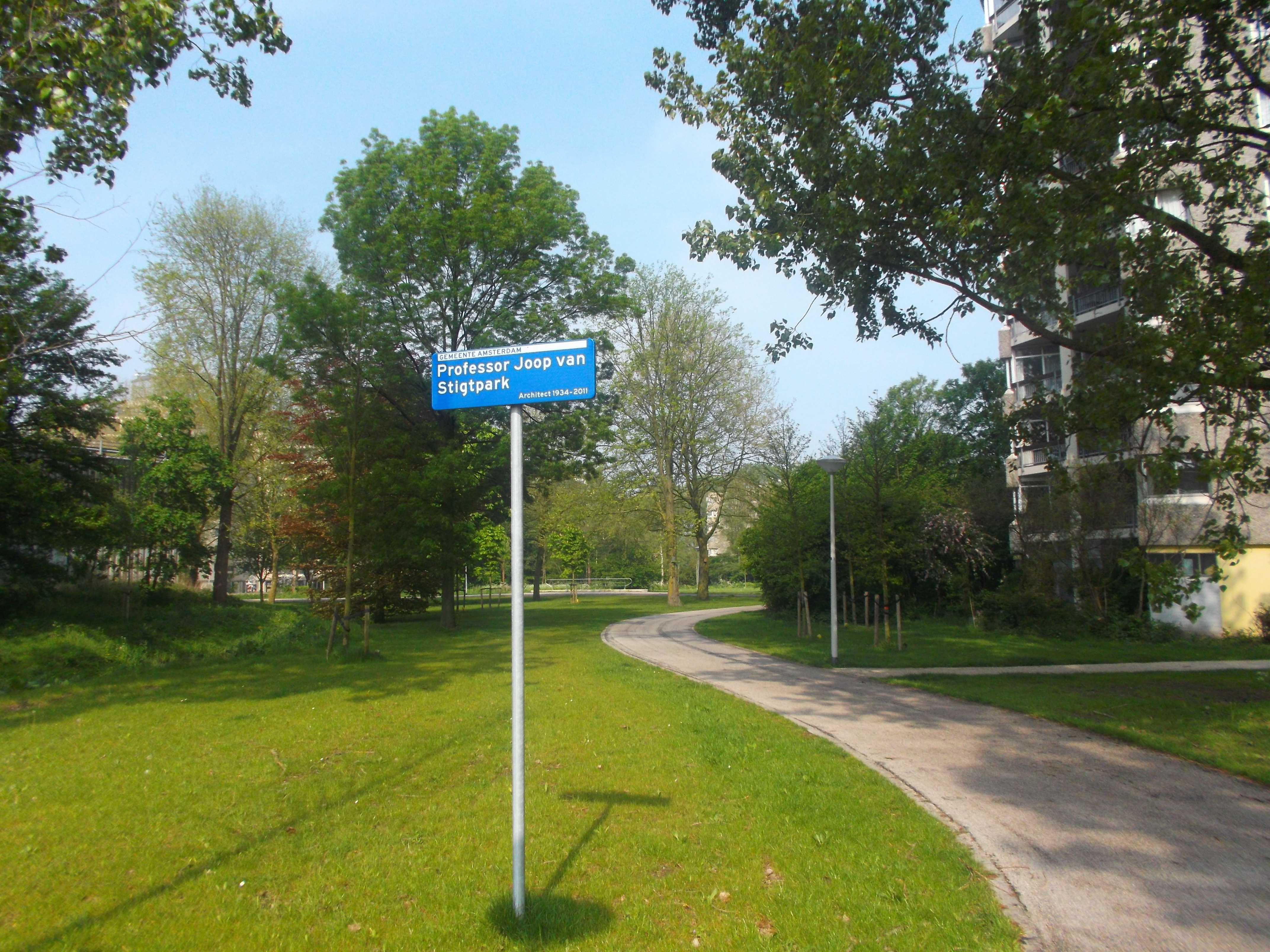
Professor Joop van Stigtpark (bord, april 2014)